# Ligne Stouffville
La ligne de Stouffville est une des sept lignes de train de banlieue du réseau GO Transit à Toronto en Ontario. Son terminus sud est à la Gare Union de Toronto, et son terminus nord se trouve à Stouffville. Il y a des connexions aux autobus (GO Transit, Toronto Transit Commission, et York Region Transit) à partir de presque toutes les gares.

## Gares
Voici une liste des gares sur cette ligne:
- Union de Toronto
- Kennedy
- Agincourt
- Milliken
- Unionville
- Centennial
- Markham
- Mount Joy
- Stouffville
- Old Elm